# Hermann Paschold
Hermann Paschold (* 26. März 1879 in Ziegenrück; † 19. Juni 1965 in Gera) war ein deutscher Maler.

## Leben und Werk
Hermann Paschold war der Sohn des Postillions von Ziegenrück. Die Familie zog nach Pößneck, wo der Vater verstarb und die Familie in große Not geriet. 1987 ging die Mutter mit den Kindern nach Gera. Als ältestes Kind verdingte Paschold sich für schwere Arbeit als Laufbursche, Ziegelei- und Installationsarbeiter. In seiner Freizeit begann er, nach der Natur zu zeichnen. Nach Abschluss der Volksschule wurde er Laufbursche beim Geraer Malermeister Franz Oettel, bei dem er dann eine Ausbildung zum Dekorationsmaler absolvierte. Nach einer kurzen Wanderschaft blieb Paschold in Gera. Dort gab ihm der damals regional bekannte Porträtmaler Ernst Kretzschmar unentgeltlich Zeichenunterricht. Paschold wurde in den Kreis um den Geraer Amtsrichter Alfred Bogenhard und den jüdischen Arzt Jankelowitz aufgenommen. Mit Bogenhard entwickelte sich eine persönliche Freundschaft.
Um 1905 begann eine fruchtbare Freundschaft mit Paul Neidhardt und dem Geologen und späteren Leiter der Museen Osterburg und Reichenfels in Hohenleuben Rudolf Hundt (1889–1961). Über Hundt wurde Paschold Mitglied des Vogtländischen Altertumsforschenden Vereins hu Hohenleuben.
Als Autodidakt begann er ab etwa 1908, sich in Gera eine Existenz als freischaffender Künstler aufzubauen. Sein erstes Geld verdiente er u. a. mit Tuschezeichnungen für Kalender und Ansichtskarten, Vereinslogos und Karikaturen. Zum Malen und Zeichnen unternahm er Reisen an die Ostsee und später nach Hessen und Oberfranken. Sein erster Versuch, beim Geraer Kunstverein auszustellen, scheiterte, weil seine stark farbigen Bilder dem konservativen Publikum zu revolutionär schienen.
1910 beteiligte sich Paschold an der ersten Ausstellung der Leipziger Sezession. Dabei erwarb der Leipziger Verleger Siegfried Weber (1881–1966) sein Ölgemälde Vorfrühling im Gessental. Bald danach veröffentlichte er es ganzseitig in der Leipziger Illustrirten Zeitung. Später wurden weitere Arbeiten Pascholds, der nun auch als Zeichner für das Blatt arbeitete, publiziert. Bilder Pascholds wurden u. a. auch in Westermanns Monatsheften veröffentlicht.
Paschold wurde Mitglied der Leipziger Sezession, später des Vereins der Künstler, und wurde in die Allgemeine Deutsche Kunstgenossenschaft aufgenommen. Es entstand eine enge Freundschaft mit Bruno Héroux und Bruno Eyermann. Nach seinen Erfolgen in Leipzig wurde Paschold in den Kunstverein Gera aufgenommen. Zeitweilig gab er am Geraer Realgymnasium Mal- und Zeichenunterricht.
Um 1912 erhielt Paschold den Auftrag, mehrere Räume des Geraer Museums auszumalen. „In einfacher Technik zwang er die Ostthüringer Landschaft in die Wandflächen, die er mit Kartuschen verband, in denen stilisiert die in den einzelnen Erdschichten vorkommenden Fossilien, Kristalle …(etc.) aus der Vorgeschichte der Heimat Verwendung fanden.“ Dieses Werk fand großen Beifall. Es ging mit dem Museum beim Bombardement Geras am 6. April 1945 unter.
Von 1918 bis 1923 war Paschold künstlerischer Beirat des Reußischen Waldtheaters „Heldendank“ 1919 berief ihn die Regierung des Volksstaats Reuß in den Beirat für Kunst und Wissenschaft, und er arbeitete als Mitarbeiter der staatlichen Behörden in der Volksbildung. Die Regierung verlieh ihm „in Anerkennung seiner Bedeutung als einer der gegenwärtig bedeutendsten Landschafter“ den Professorentitel.
1922 heiratete Paschold in Kassel Gertrud Margaretha Hensler.
Mit Kurt Günther, Hundt, Neidhardt, Alexander Wolfgang und anderen gründete er in den 1920er Jahren die spätdadaistische Vereinigung pro pro bru (produktive-prominente-brummochsen).
Paschold gehörte zu den Gründern des Wirtschaftsverbands Bildender Künstler in Deutschland. 
In der Zeit des Nationalsozialismus war Paschold Mitglied der Reichskammer der bildenden Künste. Er hielt sich aber offenbar von der nazistischen Ideologie weitgehend fern. Von 1930 bis 1945 war er Ausstellungsleiter im Geraer Kunstverein. 1938 wurde er Ehrenmitglied des Vereins. Ab 1939 fertigt er in den Räumen des neu erbauten Kreismuseums Hohenleuben Wandmalereien.
Nach 1945 arbeitet Paschold neben seiner künstlerischen Tätigkeit als Dozent an der Volkshochschule in Gera und baute er das Heimatmuseums Wünschendorf auf.
Der Bildindex der Kunst & Architektur verzeichnet drei Bilder Pascholds als Exponate der Dritten Deutschen Kunstausstellung 1953 in Dresden. Im Katalog der Ausstellung ist Paschold jedoch nicht vermerkt. Es ist möglich, dass er die Arbeiten eingereicht hat, diese aber nicht berücksichtigt wurden.
Werke Pascholds befinden sich u. a. in den Städtischen Museen Gera.

## Werke (Auswahl)

### Tafelbilder
- Hügellandschaft (Öl, 65 × 95 cm, vor 1919)[3]
- Winter im Vogtland (Öl)[4]
- März in Thüringen (Öl, 1952)[5]

### Aquarelle
- An der Elster (1952)[6]
- Thüringer Landschaft (1952)[7]

### Zeichnungen
- Stadtapotheke Gera (Federzeichnung, 17,8 × 13,4 cm; Stadtmuseum Gera)[8]
- Mühlgraben, Gera (Federzeichnung, 12,7 × 9,3 cm; Stadtmuseum Gera)[9]

### Buchillustrationen
- Rudolf Hundt: Goethe und die Geologie Ostthüringens. Thüringer Volksverlag, Gera, 1949

## Ausstellungen (unvollständig)

### Einzelausstellungen
- um 1911: Wanderausstellung mit Bruno Héroux und Bruno Eyermann durch sieben deutsche Städte
- 1922: Gera, Orangerie (mit Richard Haberland und Alexander Wolfgang)
- 1940: Gera und Göttingen (Mit Bruno Héroux und Bruno Eyermann)
- 1949: Gera, Stadthalle („Die Geraer Maler Hermann Paschold / Paul Weiser“)[10]
- 1949: Weimar, Schlossmuseum (mit Paul Neidhardt)

### Ausstellungsbeteiligungen
- 1913: Leipzig (Frühjahrsausstellung der Leipziger Sezession)
- 1924: Gera Museum (Ausstellung der Kunstgenossenschaft Leipzig)
- 1940: Halle/Saale, Städtisches Moritzburg-Museum („Graphik und Kleinplastik“)
- 1943: Gera, Geraer Kunstverein („Geraer Künstler“)
- 1948: Gera, Stadthalle („Die Ernte. Ausstellung von Geraer Künstlern“; auch Mitglied der Ausstellungsleitung und der Jury)[11]

#### Postum
- 2022: Gera, Orangerie („Die Basis. Kunstentwicklung in Gera in der ersten Hälfte des 20. Jahrhunderts“)